# 竹本正道
竹本 正道（たけもと まさみち、1944年12月16日 - ）は、日本の経営者。日東電工社長を務めた。広島県出身。

## 経歴
1967年に広島大学工学部を卒業し、同年に日東電気工業(のちの日東電工)に入社。1997年に取締役に就任し、2000年に常務を経て、2001年4月に社長に就任。2008年4月に会長に就任。2010年6月に相談役に就任。